# 模型范畴
在数学、尤其是同伦论中，模型范畴是带有弱等价、纤维化和上纤维化这三类态射的范畴，是从传统的拓扑空间或链复形的同倫範疇（即导出范畴）中抽象化得来。模型范畴的概念最初由丹尼尔·奎伦引入。
近年来，模型范畴的语言应用到了代数K理论和代数几何的部分研究中。在这些分支中，使用同伦论的研究方法得出过深刻的结果。

## 动机
模型范畴提供了研究同伦论的一个自然的环境：拓扑空间的范畴就是一个模型范畴，其中同伦正是一般意义上的同伦。相似地，许多可以视为拓扑空间的对象也往往带有模型范畴结构，例如单纯集合的范畴。
另一个模型范畴是R-模的链复形，其中R 是可交换环。在这个意义下的同伦论正是同调代数。如此同调即可视为同伦的一种，因而使得将同调向群和R-代数等的推广成为可能：这也是模型范畴理论最初的主要应用之一。由于这个特例涉及的是同调，对一般的闭模型范畴的研究有时则被视作同伦代数。

## 形式定义
奎伦最初的定义给出的概念被后人称为“闭模型范畴”，其假设在当时被认为过强，因而促使其它研究者弱化部分假设来定义“模型范畴”。实际操作中，尚未有明确证据说明两者的区别有重要意义，而许多近年作者（如Hovey和Hirschhorn）甚至直接考虑闭模型结构，并放弃强调“闭”这一字眼。
对模型范畴的定义分为两部分：先是范畴上的模型结构，其次才是进一步的范畴论假设。这么做的动机可能一开始不甚明确，但随后会渐渐显出重要性。以下的定义遵循Hovey给出的版本。
范畴C 上的模型结构由三类映射（更精确地，子范畴）：弱等价、纤维化、和上纤维化，和两套函子性分解{\displaystyle (\alpha ,\beta )}和{\displaystyle (\gamma ,\delta )}组成，服从以下的公理。同为弱等价的纤维化称为非循环（或平凡）纤维化，而同为弱等价的上纤维化则称为非循环（或平凡）上纤维化。
公理：
1. 收缩公理：若g 属于三类态射中的任一类，f 是g 的收缩（作为箭头范畴 {\displaystyle C^{2}} 中的对象，其中2代表二元有序集），那么f 属于同一类态射。更直白地说，{\displaystyle f:A\to A'} 是 {\displaystyle g:B\to B'} 的收缩当且仅当存在态射 {\displaystyle i:A\to B}、{\displaystyle j:A'\to B'}、{\displaystyle r:B\to A} 和 {\displaystyle r:B'\to A'}，使得{\displaystyle g\circ i=j\circ f}、{\displaystyle f\circ r=s\circ g}，以及 {\displaystyle r\circ i=1_{A}} 和 {\displaystyle s\circ j=1_{A'}}。
2. “2 of 3”公理：若f 和g 是C 中的态射，使得gf 可被定义，且这三个映射中任意两个是弱等价，则第三个也是弱等价。
3. 提升公理：非循环上纤维化对纤维化满足左提升性质，而上纤维化对非循环纤维化满足左提升性质。明确地说，{\displaystyle i:A\to B} 对 {\displaystyle p:X\to Y} 满足左提升性质当且仅当对于任意态射 {\displaystyle f:A\to X} 和 {\displaystyle g:B\to Y} 使得 {\displaystyle p\circ f=g\circ i}，都存在态射 {\displaystyle h:B\to X} 满足 {\displaystyle f=h\circ i} 与  {\displaystyle g=p\circ h}。假如这样，也称p 对i 满足右提升性质。
4. 分解公理:
  - C 中的任意态射f 都可被写作 {\displaystyle p\circ i}，其中p 是纤维化而i 是非循环上纤维化；
  - C 中的任意态射f 都可被写作 {\displaystyle p\circ i}，其中p 是非循环纤维化而i 是上纤维化。

模型范畴是拥有模型结构和所有（小）极限和上极限的范畴，即带有模型结构的完备和上完备范畴。
由公理可以推出三类态射中的任意两类都可确定第三类：给定弱等价和剩余两类态射之一，第三类可由提升性质刻画（见下文）；而给定纤维化和上纤维化，而纤维化和上纤维化（由提升性质）可以确定非循环上纤维化与非循环纤维化，然后弱等价则是由可被分解成非循环上纤维化与非循环纤维化复合所刻画（由分解公理和“2 of 3”公理得到）。
另外，模型范畴的定义是自对偶的：如果C 是一个模型范畴，那么它的反范畴 {\displaystyle {\mathcal {C}}^{op}} 也带有一套模型结构，其中弱等价是C 中弱等价的相反（对偶），纤维化是C 中上纤维化的相反，而上纤维化则是C 中的相反。

## 例子

### 拓扑空间
拓撲空間範疇Top带有一个模型范畴，以塞尔纤维化为纤维化，和以弱同伦等价为弱等价。然而上纤维化则与通常的上纤维化稍有不同，而是更小的一类、满足对非循环的塞尔纤维化的左提升性质的映射。等价地，上纤维化是相对胞复形的收缩；见如Hovey的Model Categories一书。
这并不是Top上仅有的模型范畴结构——一般而言给定的范畴上可以有许多种不同的模型范畴。如拓扑空间范畴就带有另一种模型范畴结构，以胡列维茨纤维化为纤维化，以像為閉子空間的胡列维茨上纤维化为上纤维化，和以（强）同伦等价为弱等价。

### 链复形
（非负分级）的R-模链复形带有至少以下两套模型结构，在同调代数中都相当重要：
- 弱等价为诱导出同调同构的映射（即拟同构）
- 上纤维化为在每一级上都是单同态、上核皆为投射模的映射，
- 纤维化为在除第零级外每一级都是满同态的映射；

以及
- 弱等价为拟同构
- 纤维化为在每一级上都是满同态、核皆为内射模的映射，
- 上纤维化为除第零级外每一级都是单同态的映射。

这也解释了为何计算R-模的Ext群时既可以对其源进行投射分解、也可以对其目标进行内射分解：这不过是在两套模型结构内分别进行上纤维子替换和纤维子替换而已。
R-模的任意链复形的范畴则带有如下模型结构：
- 弱等价为链复形的链同伦，
- 上纤维化为在每一级上都是分裂的R-模单同态的映射，
- 纤维化为在每一级上都是分裂的R-模满同态的映射。

### 更多例子
其它带有模型结构的范畴的例子包括所有小范畴的范畴，单纯集合或格罗滕迪克site上的单纯预层的范畴，拓扑谱的范畴，及单纯谱或小格罗滕迪克site上的单纯谱预层范畴。
范畴中的单纯对象常常是模型范畴的来源；例如，单纯可交换环或单纯R-模都带有自然模型结构。这是因为在单纯集合和这些范畴之间有伴随函子对（由遗忘函子和自由函子给出），而在好的情况模型结构可以通过这样的伴随对来赋予。
「单纯模型范畴」是指一个单纯范畴，并带有与自身单纯结构共容的模型结构。
给定任意范畴C 和模型范畴M，基于一些额外的假设，函子範疇Fct(C ,M )（亦称M 中的C-图表）也是一个模型范畴。事实上，函子范畴总有两套不同的模型结构供考虑。第一种被称为“投射模型结构”，其中纤维化和弱等价分别是那些每一个C 中的对象都对应于M 中的纤维化和弱等价的自然变换。对偶地，“内射模型结构”的构造相似，只是取上纤维化和弱等价代替纤维化和弱等价。在这两套结构中，第三类态射都由适当的提升条件给出。在某些情况下，例如当C 是一个Reedy范畴时，还有第三套介于投射和内射结构之间的模型结构。
在一个给定的模型范畴中，可以通过迫使某些映射成为弱等价，从而在同一个基范畴中得到一套新的模型范畴结构；这个操作称为Bousfield局部化。例如，单纯层范畴上的模型结构可以通过对单纯预层上的模型结构进行Bousfield局部化得到。
Denis-Charles Cisinski发展出了一套预层范畴上模型结构的一般理论；这推广了单纯集合，因后者不过是单纯范畴上的预层。

## 一些构造
因为始对象和终对象分别是空图表的上极限和极限，由上完备性和完备性可知任一闭模型范畴都有一始对象与一终对象。给定模型范畴中的对一个对象X，若从始对象到X 的唯一映射是上纤维化，则称X 为上纤维子。对应地，若从X 到终对象的唯一映射是纤维化，则称X 为纤维子。
如果Z 和X 是一个模型范畴中的对象，Z 是上纤维子，且存在从Z 到X 的弱等价，那么称Z 为X 的上纤维子替换。相似地，如果Z 是纤维子，且存在从X 到Z 的弱等价，那么称Z 为X 的纤维子替换。一般来说，模型范畴中的对象并非都是纤维子或上纤维子，仅是偶尔如此。例如，在单纯集合的标准模型范畴中所有对象都是上纤维子，而在拓扑空间的标准模型范畴中所有对象都是纤维子。值得注意的是，每个对象都同时有一个纤维子替换和一个上纤维子替换。
借助圆柱对象 （页面存档备份，存于）可定义左同伦，而借助路径空间对象 （页面存档备份，存于）则可定义右同伦，而当域为上纤维子、陪域为纤维子时，这两个概念等价。在这个情况下，同伦构成了模型范畴中态射集上的等价关系，因而给出了态射集上的同伦类。

## 基于提升性质对纤维化和上纤维化的描述
上纤维化可描述成对所有非循环纤维化具有左提升性质的映射，而非循环上纤维化则是对所有纤维化具有左提升性质的映射。相似地，纤维化可描述成对所有非循环上纤维化具有右提升性质的映射，而非循环纤维化则是对所有上纤维化具有右提升性质的映射。在这个意义下，范畴的模型结构完全由弱等价加上纤维化或纤维化之一而唯一确定。

## 同伦和同伦范畴
模型范畴C 的同伦范畴是C 对于弱等价这类映射的局部化。这个同伦范畴的定义不取决于纤维化和上纤维化的选择，然而，纤维化和上纤维化这两类映射可用于给出同伦范畴的另一个描述，尤其可以避免一些在对一般范畴进行局部化时遇到的集合论问题。更精确的说，“模型范畴基本定理”声明，C 的同伦范畴等价于一个以C 中同为纤维子和上纤维子的对象为对象、以C 中态射的左同伦类（或等价地，右同伦类）为态射的范畴。（例如，见Hovey的Model Categories，定理1.2.10）
将基本定理应用于标准的拓扑空间模型范畴，可得其同伦范畴等价于对象为CW复形、态射为连续映射的同伦类的范畴。“同伦范畴”因而得名。

### 奎伦伴随
模型范畴C 和D 之间的奎伦伴随是一对伴随函子
{\displaystyle F:C\leftrightarrows D:G}
并且F 保持上纤维化和非循环上纤维化，或等价地由闭模型公理可得，G 保持纤维化和非循环纤维化。这样，F 和G 诱导出一对同伦范畴之间的伴随
{\displaystyle LF:Ho(C)\leftrightarrows Ho(D):RG}
另外，对于后者是否范畴的等价有一套明确的判断条件；若它们是等价，则称F 和G 为奎伦等价。
奎伦伴随的标准例子是单纯集合范畴和拓扑空间范畴之间的标准伴随
{\displaystyle |-|:s\mathbf {Set} \leftrightarrows \mathbf {Top} :Sing}
涉及单纯集合的几何实现函子和拓扑空间的奇异链函子。注意虽然范畴sSet和Top并不等价，但是他们的同伦范畴却等价。因此，单纯集合常常用作拓扑空间的模型，可以看作是它们同伦范畴等价的结果。

## 延伸阅读
- http://mathoverflow.net/questions/78400/do-we-still-need-model-categories/ （页面存档备份，存于）
- http://mathoverflow.net/questions/8663/infinity-1-categories-directly-from-model-categories/8675#8675 （页面存档备份，存于）
- P. Goerss and K. Schemmerhorn, Model Categories and Simplicial Methods （页面存档备份，存于）